# Vistorp
Vistorp är kyrkbyn i Vistorps socken i Falköpings kommun i Västergötland, sydost om Falköping.
I byn ligger Vistorps kyrka.